# Ground zero

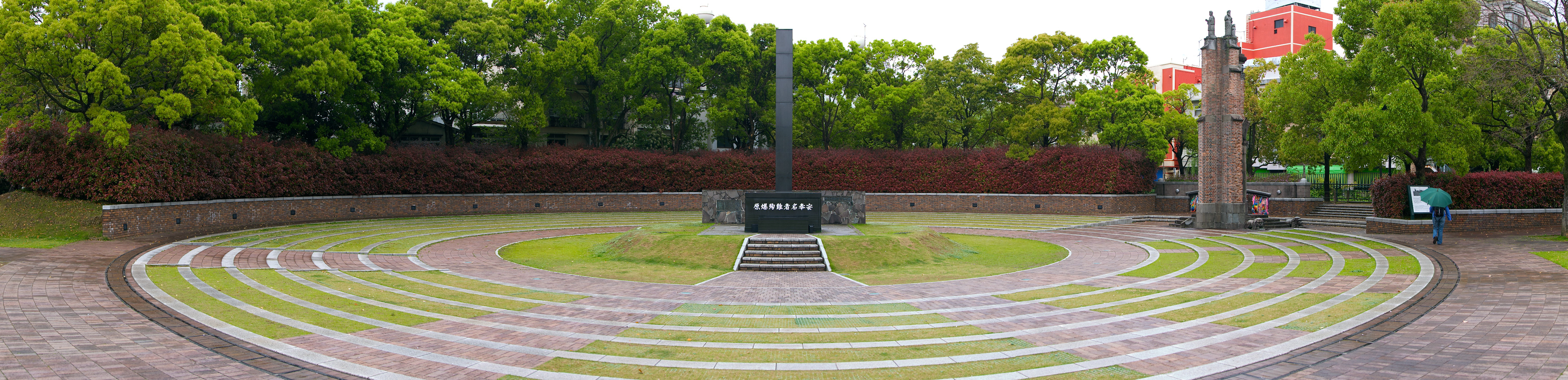
O ground zero, ou hipocentro, em Nagasaki, onde a bomba atômica caiu, em agosto de 1945.

O termo Ground zero pode ser usado para descrever o ponto sobre a superfície da Terra onde ocorre uma explosão. No caso de uma explosão acima do solo, Ground Zero refere-se ao ponto no terreno directamente abaixo da explosão (ver hipocentro). O termo tem sido frequentemente associado a explosões nucleares e de outras grandes bombas, mas também é usado em relação aos tremores de terra, epidemias e outras catástrofes, para marcar o ponto dos mais graves danos ou destruição. Danos gradualmente diminuiem com a distância a partir deste ponto.